# Château de Mespelbrunn
Le château de Mespelbrunn est un château de style Renaissance sur le territoire de la ville de Mespelbrunn, entre Francfort et Wurtzbourg, construit près de la vallée d'Elsava, dans la forêt de Spessart. C'est l'un des châteaux entouré d'eau (Wasserburg) les plus visités d'Allemagne.

## Origines
À l'origine, le château de Mespelbrunn était une simple maison. Le propriétaire était Hamann Echter, intendant de l'archevêque de Mayence, le prince électeur Jean II de Nassau au château de Johannisburg d'Aschaffenbourg. Le 1er mai 1412, le prince électeur a donné la terre appelée « Espelborn » à Echter, qui fit construire une demeure sans fortifications dans la vallée proche d'un étang. La famille d'Echter était originaire de la région de l'Odenwald. Leur nom signifie probablement « der die vollstreckt Acht », l'exécuteur testamentaire de l'ostracisme. À cette époque, le Spessart était une forêt vierge, sauvage et inexploitée, utilisée comme repaire de bandits et des hussites qui pillaient les régions voisines. Par conséquent, en 1427, Hamann Echter, le fils du premier propriétaire, a commencé à reconstruire la maison de son père en un château fortifié avec des remparts, des tours et un fossé utilisant l'étang tout proche.

## Reconstruction
Seul le Bergfried, la tour ronde, est un souvenir du château primitif. Les générations suivantes ont changé les structures de défense en un manoir de plaisance, principalement construit dans le style de la Renaissance. Son apparence actuelle est le résultat des reconstructions, faites entre 1551 et 1569, pour Peter Echter de Mespelbrunn et son épouse Gertraud Adelsheim.
Un des membres les plus célèbres de la famille était Julius Echter, prince-évêque de Würzburg, qui a fondé le Juliusspital, un hôpital à Würzburg en 1576 et l'université de Würzburg en 1583. [réf. souhaitée]
En 1648, le dernier membre de la famille, Maria Ottilia, dernière « Echter » de Mespelbrunn, épouse Philippe Ludwig d'Ingelheim, membre d'une famille de barons. Avec l'autorisation de l'empereur, le nom de la famille Echter est sauvé, car ses membres sont autorisés à fusionner leur nom aux comtes d'Ingelheim appelés Echter de et à Mespelbrunn. [réf. souhaitée]
Les fortifications ont aujourd'hui disparu, mais sa situation isolée a préservé le château de Mespelbrunn des destructions de la guerre.

## Description
Le bâtiment principal du château de Mespelbrunn est construit sur une base presque carrée sur le côté est d'un étang. Sur tout le côté nord, ouest et sud, la cour est entourée de deux bâtiments étagés. [réf. souhaitée] Sur le coin nord-est et le sud-ouest, des tours de taille similaire sont ajoutées aux bâtiments. [réf. souhaitée] Ils sont décorés de pignons en escalier sur le côté ouest. L'entrée principale est sur le côté gauche du bâtiment sud. Sur le côté ouest, la cour est limitée par deux passages entourés d'eau et par la tour principale au centre, qui domine le château.

## Situation actuelle
Aujourd'hui le château de Mespelbrunn est la propriété de la famille des comtes d'Ingelheim, qui vivent dans l'aile sud du château.

## Divers
En 1957, le château de Mespelbrunn servit de cadre au film allemand das Wirtshaus im Spessart (« l'Auberge du Spessart », 1958), basé sur un conte de fée de Wilhelm Hauff [réf. souhaitée].

## Galerie

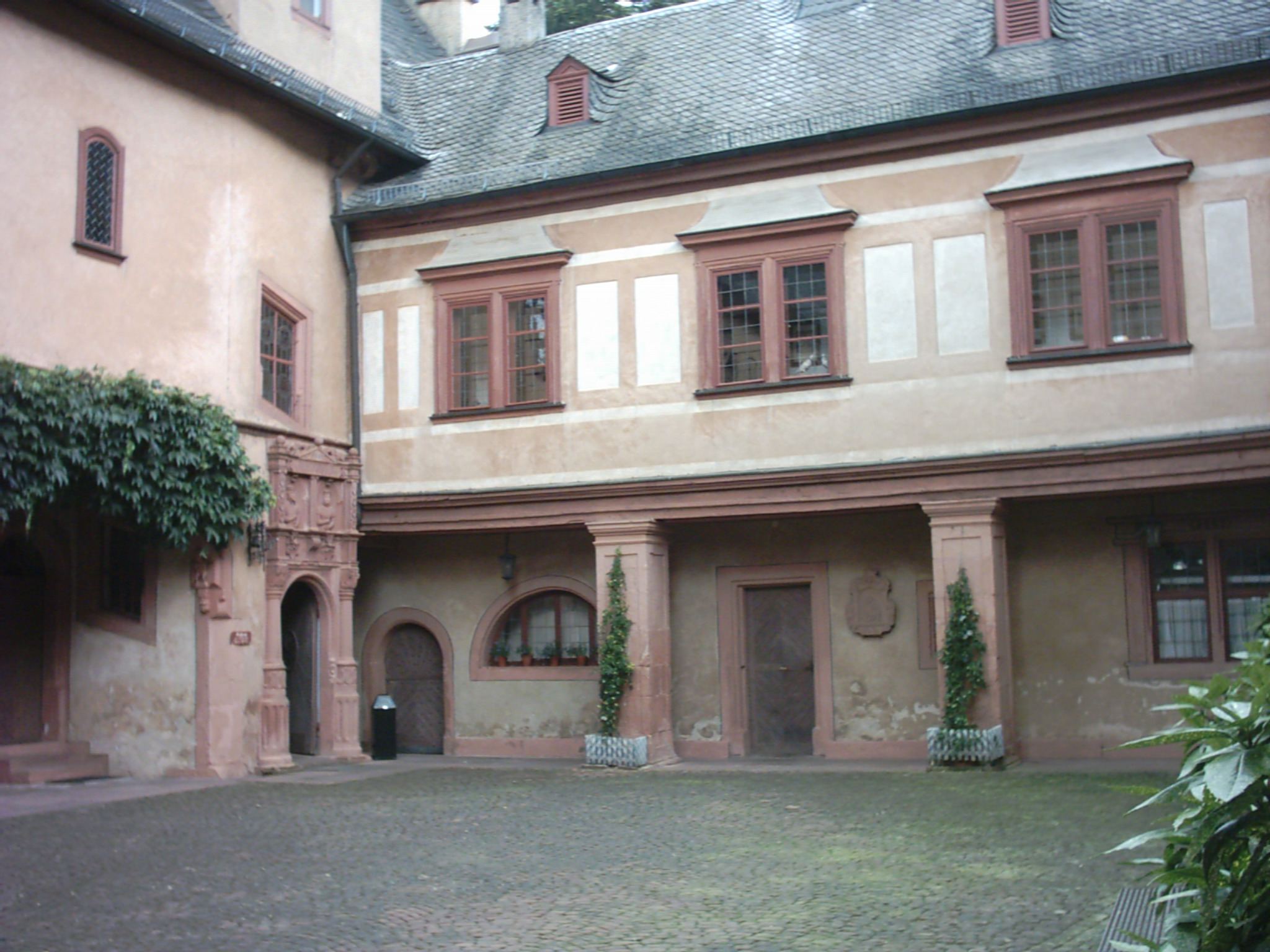
Côté sud de la cour
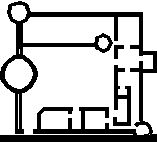
Plan du château
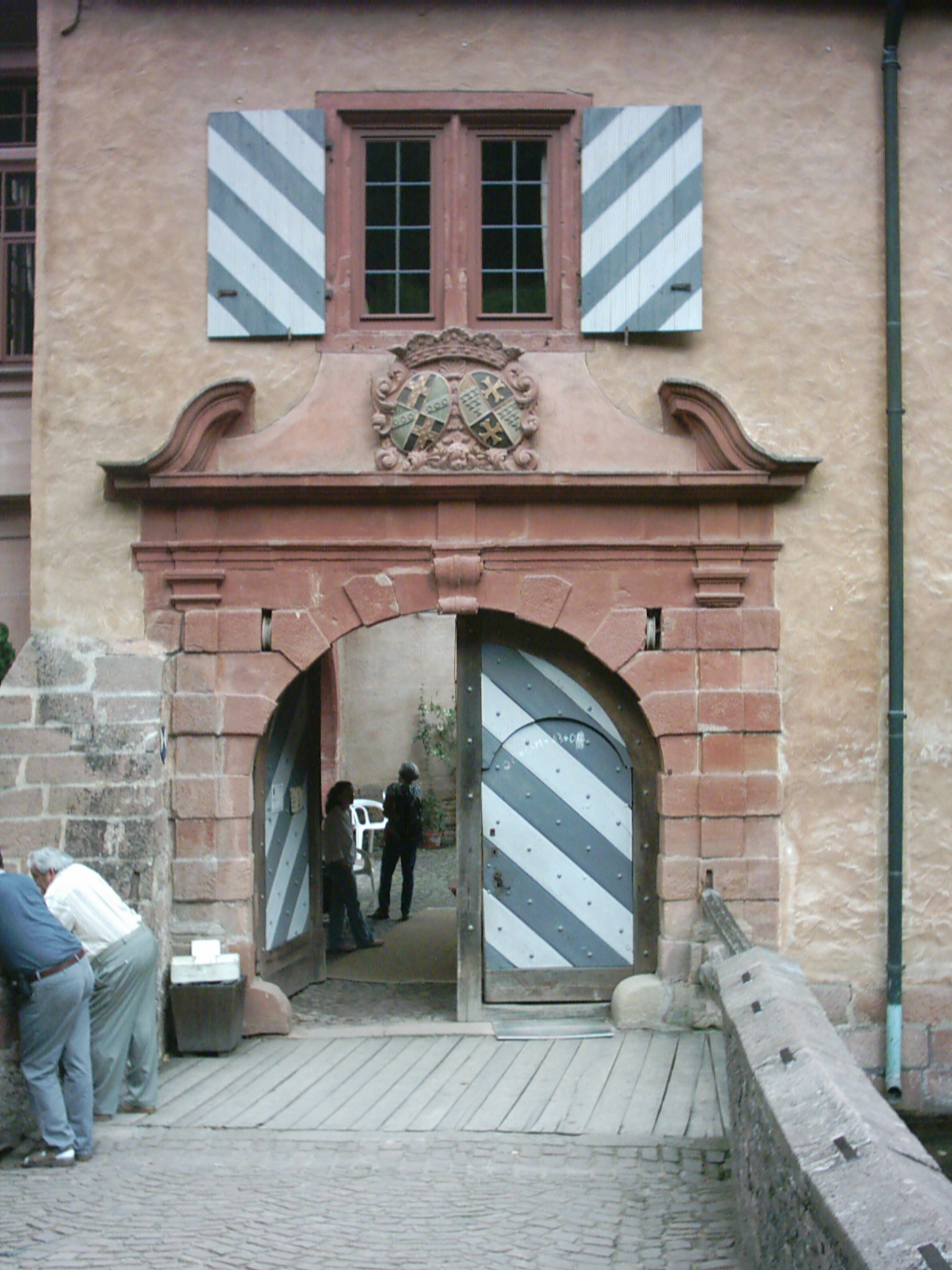
Entrée
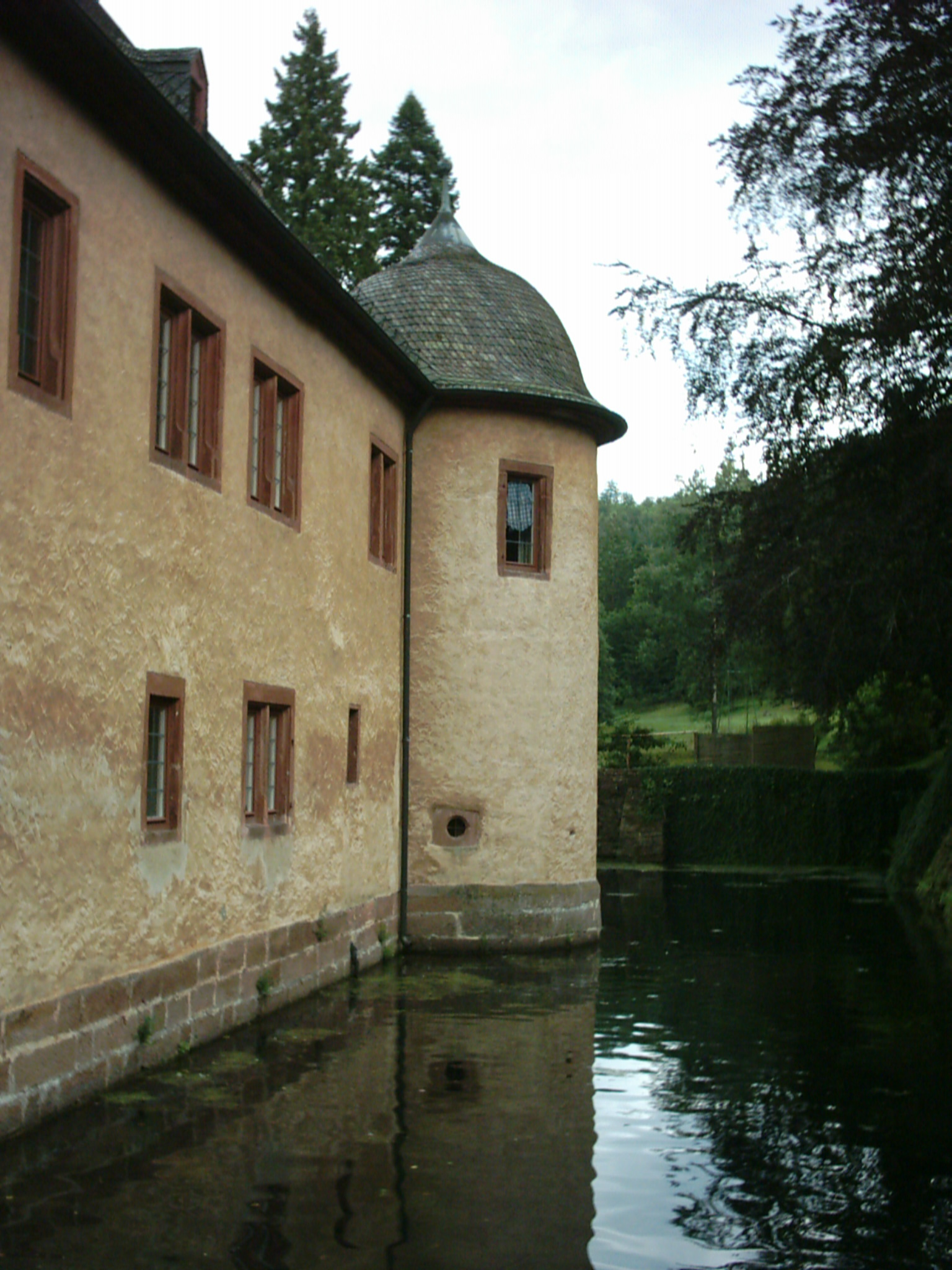
Douves

## Source
- (en) Cet article est partiellement ou en totalité issu de l’article de Wikipédia en anglais intitulé « Mespelbrunn Castle » (voir la liste des auteurs).